# Sigrid Husjord
Sigrid Kandal Husjord (født 17. oktober 1978 i Harstad i Norge) er en norskfødt skuespiller og danser. Husjord er 117 cm høj. Hun har især medvirket i teaterstykker, og har modtaget Årets Reumert i 2012, for sin birolle i Oliver med et Twist på Nørrebro Teater.

## Karriere
Husjord er uddannet skuespiller fra The Commedia School i København 2005-2007 og herefter Lee Strasberg Film & Theatre Institute i New York i 2007. Hun fik sin debut i Hamlet på Gladsaxe Ny Teater i 2007. Året efter turnerede hun med forestillingen Grasping the Floor With the Back of My Head, der blev opsat af Mute Comp. Physical Theatre på Dansescenen. De turnerede både i Danmark og i udlandet, og spillede bl.a. i Kairo, Egypten.
Hun blev nomineret som "Bedste Skuespillerinde" på Cairo International Festival for Experimental Theatre og "Bedste Kvindelige Performer" til Dublin Fringe Festival.
Hun har medvirket i DR's rollespilserie Barda i 2009 og 2012, der er blevet sendt på DR Ramasjang, og hun har også medvirket i den norske version af Barda. I 2010 medvirkede hun i Cirkus Summarum.
I 2011 medvirkede hun i Oliver med et Twist, der blev spillet på Nørrebro Teater. Her spillede hun sammen med bl.a. Rune Klan, Annika Aakjær og bandet Analogik. Hun modtog Årets Reumert for bedste birolle i 2012 for sin rolle i stykket.
Hun medvirker også i tv-julekalenderen Tvillingerne og Julemanden (2013) som Benz. I sommeren 2015 var hun sammen med Søren Østergaard med i Zirkus Nemo.
Derudover har hun været engageret på Aveny-T, Den Jyske Opera, Østre Gasværk, Husets Teater og Det Kongelige Teater.

## Filmografi
| År        | Titel                                                  | Rolle            | Noter        |
| --------- | ------------------------------------------------------ | ---------------- | ------------ |
| 2009-2012 | Barda                                                  |                  |              |
| 2011      | Forbandelsen                                           | Pingvin og Panda |              |
| 2013      | Tvillingerne og Julemanden                             | Benz             | Julekalender |
| 2014      | Kampen for tilværelsen                                 |                  |              |
| 2015      | Emma og Julemanden - Jagten på Elverdronningens hjerte | Benz             |              |
| 2016      | Ditte og Louise ll                                     |                  |              |
| 2016      | Den Anden Verden                                       | Heinz            | Julekalender |
| 2019      | Kaptajn Bimse                                          |                  |              |
| 2022      | Beforeigners                                           | Odin             |              |